# Psychotria octocuspis
Psychotria octocuspis är en måreväxtart som beskrevs av Johannes Müller Argoviensis. Psychotria octocuspis ingår i släktet Psychotria och familjen måreväxter. Inga underarter finns listade i Catalogue of Life.